# Leptopelis anebos
Leptopelis anebos é uma espécie de anfíbio anuro da família Arthroleptidae. Não foi ainda avaliada pela Lista Vermelha do UICN. Está presente na República Democrática do Congo.